# The Sapphires (Film)
The Sapphires ist ein australischer Musikfilm über drei Aborigines-Schwestern, die im Jahr 1968 zusammen mit ihrer Cousine als Soul-Quartett ihren Durchbruch als Sängerinnen bei der Truppenbetreuung der US-Streitkräfte im Vietnamkrieg feiern. Der Film basiert auf dem gleichnamigen australischen Musical aus dem Jahr 2004 und dieses wiederum lose auf der Geschichte der echten Sapphires: Mutter und Tante des Drehbuchautors Tony Briggs waren als Backgroundsängerinnen in Vietnam engagiert.

## Handlung
Die minderjährige Julie schleicht sich zusammen mit ihren Schwestern Gail und Cynthia aus dem Aborigine-Reservat, um an einem Gesangswettbewerb teilzunehmen. Obwohl sie den besten Auftritt aller Teilnehmer hinlegen, haben sie wegen der rassistischen Einstellung des von Weißen dominierten Publikums keine Chance zu gewinnen. Doch der heruntergekommene Musikmanager und Soul-Fan Dave Lovelace erkennt ihr Talent und überzeugt sie, anstatt Country-Musik in Zukunft Soul zu singen und sich von ihm betreuen zu lassen. Um sich erfolgreich auf eine Anzeige der US-Army, die Talente für die Unterhaltung der Truppen sucht, bewerben zu können, brauchen sie die Mitarbeit ihrer Stammesschwester Kay. Diese ist aber als Kind von der Regierung vom Stamm abgesondert worden, weil sie besonders weiß ist und wächst in einer Pflegefamilie in Melbourne auf. Es gelingt ihnen, die entfremdete Cousine an ihre Herkunft zu erinnern, und zusammen mit Kay bewirbt sich die Gruppe erfolgreich.
Ihr erstes Engagement führt sie nach Vietnam, wo sie nach verhaltenem Beginn Triumphe feiern. Gefährdet wird der Erfolg durch interne Querelen und Eifersüchteleien und auch der Krieg sorgt für kritische Situationen. Der soldatische Begleitschutz wird ihnen entzogen und während einer Aufführung werden sie in ein Gefecht verwickelt in dessen Verlauf Dave angeschossen wird, der kurz zuvor Gail einen schriftlichen Heiratsantrag gemacht hatte, den sie aber erst lesen kann, als Daves Schicksal ungewiss ist.
Nach ihrer Vietnam-Tournee kehren sie in ihr Heimatdorf zurück, Dave bekommt das Einverständnis von Gails Vater für die Heirat und die Sapphires geben eine Vorstellung in ihrem Dorf. Zu guter Letzt wird die entfremdete Kay von der Ältesten des Stammes in ritueller Weise wieder in ihr Dorf aufgenommen.

## Kritiken
„The Sapphires, ein auf sympathische Weise unvollkommener Film, […] schämt sich nicht, eine Neuauflage der Dreamgirls zu sein. Die Sapphires haben aber einen Bonus: Es geht nicht um die weltbekannten Supremes, sondern um eine heute weitgehend vergessene Gruppe von Aborigine-Mädchen in Australien. Das Thema erweitert sich somit von der Erzählung einer musikalischen Karriere zu der sozialen Situation der Aborigines in den 1960er und 70er Jahren.“

„Mit unverbrauchten Darstellern, einem brillant spielenden Chris O’Dowd als Dave Lovelace, toller Soulmusik und durchaus bewegenden Momenten inszenierte Kino-Debütant Wayne Blair zwar keinen perfekten, aber einen ungemein unterhaltsamen Film, dessen – zugegeben oft recht seichten [sic!] – Geschichte auf wahren Begebenheiten beruht.“

„Ein betörender Reigen knallbunter Sehnsüchte und Eifersüchteleien, mit Esprit in Szene gesetzt. Die luftig-lockere Komödie sorgt sich freilich mehr um den sorgfältig komponierten Soundtrack und um die Show-Einlagen als um die historischen Dimensionen der Vorlage oder die Rassismus-Debatte.“

## Auszeichnungen (Auswahl)
- 2012: 65. Internationale Filmfestspiele von Cannes
  - Goldene Kamera – Wayne Blair – nominiert

- 2013: 2nd AACTA Awards[6]
  - Bester Film – gewonnen
  - Bester Hauptdarsteller – Chris O’Dowd – gewonnen
  - Beste Hauptdarstellerin – Deborah Mailman – gewonnen
  - Beste Nebendarstellerin – Jessica Mauboy – gewonnen
  - Beste Drehbuchadaption – Tony Briggs, Keith Thompson – gewonnen
  - Beste Kamera – Warwick Thornton – gewonnen
  - Bester Schnitt – Dany Cooper – gewonnen
  - Bester Ton – Andrew Plain, Bry Jones, Pete Smith, Ben Osmo, John Simpson – gewonnen
  - Bestes Produktionsdesign – Melinda Doring – gewonnen
  - Bestes Kostümdesign – Tess Schofield – gewonnen